# Czernina

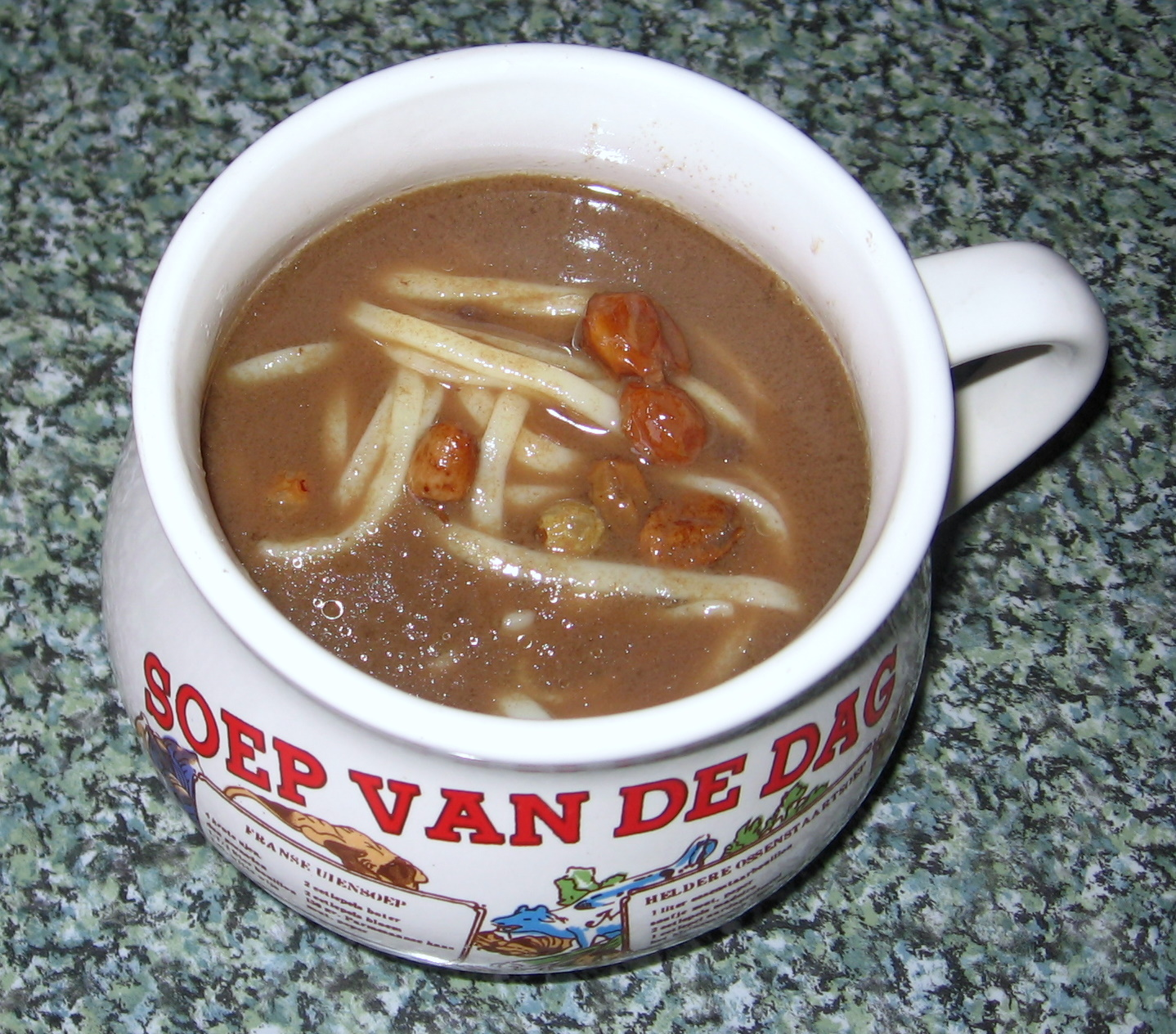
Czernina

Czernina é uma sopa polaca feita com sangue de pato e tornou-se popular na Polônia e Lituânia no século XVII, quando era necessário, por razões econômicas, utilizar todas as partes de um animal para preparar a comida.
Para uma preparação mais completa, o pato deve ser decapitado e o sangue recolhido num recipiente, a que se junta vinagre (tradicionalmente, de sidra) para evitar a coagulação. A seguir, o pato deve ser limpo, as vísceras lavadas e o conjunto cozido em água. Quando começa a ferver, junta-se aipo, cebola, sal e um saco de gaze com condimentos: pimenta-do-reino, pimenta-da-jamaica, cravinho, anis-estrelado, salsa, tomilho e rosmaninho. Tira-se a espuma que se formar e depois juntam-se frutas secas, como pêssego, alperce, maçã, passas de uva e ameixas (e opcionalmente, mel-de-trevo) e deixa-se cozer. Apaga-se o lume e retira-se o saquinho dos condimentos, o pato, que se desossa, e as vísceras, que se cortam em pedaços; o caldo guarda-se na geleira até a gordura solidificar e poder ser retirada.
Para terminar a sopa, aquece-se o caldo com a carne e as vísceras, tira-se uma pequena porção, mistura-se com maizena e nata e junta-se à panela com o sangue e deixa-se cozer em lume brando durante cerca de 15 minutos. Verifica-se o tempero e serve-se bem quente.

Noutras receitas, os frutos secos juntam-se apenas no fim, junto com a carne limpa dos ossos. Pode servir-se com nhoques de batata e farinha de trigo (equivalentes a spätzles), que se cozem à parte e se juntam à sopa).